# Фобур

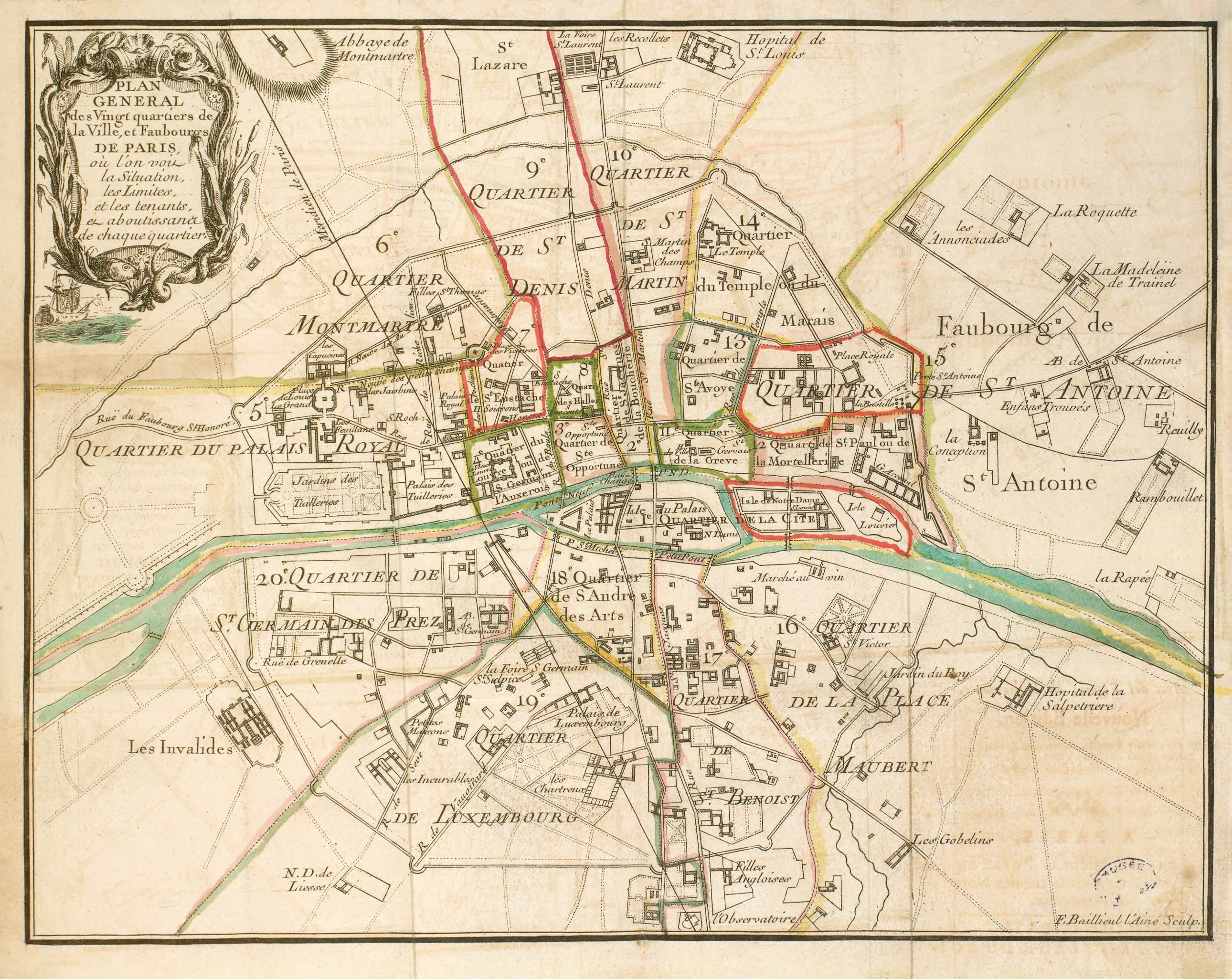
Мапа кварталів і Фобурів Парижа, 1742 рік.

Фобу́р (фр. faubourg — передмістя, від давньофр. forsborc від fors — поза, за межами і borc — місто) — історично у Франції — передмістя, розташоване за межами міських стін. Нині — просто передмістя. В українській мові використовується переважно у французьких топонімах.

## Париж

### Історичні райони

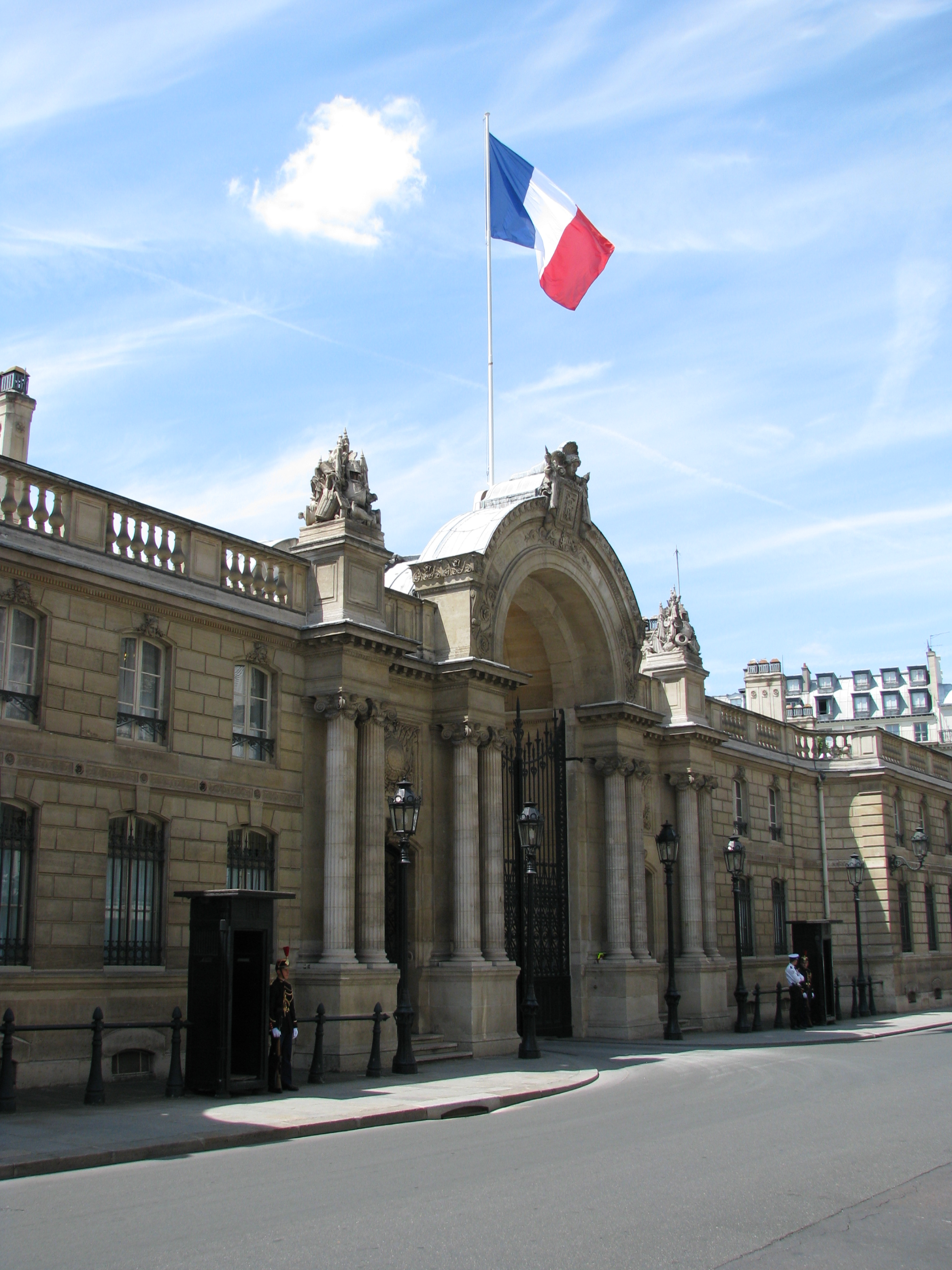
Єлисейський палац на вулиці Фобур Сент-Оноре.

М. Ж. де Голль у своїй книжці «Історія Парижа і околиць» згадує такі «Фобури», що існували в Парижі протягом його історії:
- Фобур дю Руль (фр. faubourg du Roule)[2]
- Фобур дю Тампль (фр. faubourg du Temple)[3]
- Фобур Монмартр (фр. faubourg Montmartre)[4]
- Фобур Сен-Віктор (фр. faubourg Saint-Victor)[5]
- Фобур Сен-Дені (фр. faubourg Saint-Denis)[6]
- Фобур Сен-Жак (фр. faubourg Saint-Jacques)[7]
- Фобур Сен-Жермен (фр. faubourg Saint-Germain)[8]
- Фобур Сен-Марсель (фр. faubourg Saint-Marcel)[9]
- Фобур Сен-Марсо (фр. faubourg Saint-Marceau)[10]
- Фобур Сен-Мартен (фр. faubourg Saint-Martin)[11]
- Фобур Сент-Антуан (фр. faubourg Saint-Antoine)[12]
- Фобур Сент-Оноре фр. faubourg Saint-Honoré)[13]

### Сучасні райони
З 80 кварталів Парижа 2 містять у своїй назві слово фобур :
- Фобур-дю-Руль (фр. Quartier du Faubourg-du-Roule в VIII окрузі
- Фобур-Монмартр (фр. Quartier du Faubourg-Montmartre в IX окрузі

### Вулиці
У сучасному Парижі 8 вулиць мають в складі своєї назви слово Фобур :
- Вулиця Фобур дю Тампль (фр., rue du Faubourg-du-Temple) в X і XI округах
- Вулиця Фобур Монмартр (фр., rue du Faubourg-Montmartre) в IX окрузі
- Вулиця Фобур Пуасоньєр (фр., rue du Faubourg-Poissonnière) в IX і X округах
- Вулиця Фобур Сен-Дені (фр., rue du Faubourg-Saint-Denis) в XV окрузі
- Вулиця Фобур Сен-Жак (фр., rue du Faubourg-Saint-Jacques) в XIV окрузі
- Вулиця Фобур Сен-Мартен (фр., rue du Faubourg-Saint-Martin) в X окрузі
- Вулиця Фобур Сент-Антуан (фр., rue du Faubourg-Saint-Antoine) в IX і X округах
- Вулиця Фобур Сент-Оноре в VIII окрузі — на цій вулиці в будинку № 55 розташований Єлисейський палац, резиденція Президента Франції

## В інших містах
У деяких інших містах Франції також існують вулиці, що містять у назві слово фобур, наприклад :
- Ансьєн Фобур де Вель (фр. Ancien Faubourg de Vesle в Фімі, департамент Марна
- Ле Гран Фобур (фр. Le Grand Faubourg в Гриньяні, департамент Дром
- Фобур Берсон (фр. Faubourg Berson в Онфлер, департамент Кальвадос
- Фобур де Франс (фр. Faubourg de France в Бельфоре
- Фобур де Шеше (фр. Faubourg de Chécheux) в Шатобріані, департамент Атлантична Луара

## Інше
- Клуб дю Фобур — популярний в 1920—1930-х роках паризький культурно-політичний дискусійний клуб ліво-ліберальної спрямованості.
- «Фобур Сен-Мартен» (фр.) — фільм Жана-Клода Гіге (фр.), що вийшов на екрани 1986 року